# Sauroglossum odoratum
Sauroglossum odoratum är en orkidéart som beskrevs av Karl Robatsch. Sauroglossum odoratum ingår i släktet Sauroglossum och familjen orkidéer. Inga underarter finns listade i Catalogue of Life.